# Louise-Aïna Taboulet
  Louise-Aïna Taboulet    (Leucata, 4 de juliol de 2009) és una patinadora de monopatí nordcatalana, també coneguda com a Nana Taboulet.
Filla de dos campions de surf de vela, Julien i Caroline, amb sis anys va començar a anar a classes de patinatge. Va començar a entrenar a Leucate, Perpinyà, Barcarès i Narbona, fins que la selecció francesa la va cridar i va passar a practicar a Tolosa.
Va ser campiona francesa de skate els anys 2022 i 2023. Amb 13 anys, el febrer del 2023 va esdevenir la setena posició al Campionat del Món de Skateboard als Emirats Àrabs. Va fer la millor actuació del conjunt francès.
Va aconseguir la qualificació olímpica per participar als Jocs Olímpics de París de 2024, tant en carrer com en parc. Va ser la més jove de la delegació francesa als jocs.